# SM Car Syndicate
SM Car Syndicate Ltd. war ein britischer Hersteller von Automobilen und Nutzfahrzeugen.

## Unternehmensgeschichte
George J. Shave und Irving J. Morse gründeten 1904 das Unternehmen im Londoner Stadtteil Willesden. Sie begannen mit der Produktion von Automobilen und Nutzfahrzeugen. Der Markenname lautete bis 1912 SM und ab 1913 Foy-Steele. 1916 endete die Produktion.

## Fahrzeuge

### Markenname SM
Dies waren Dampfwagen. Ein Vierzylinder-Dampfmotor war vorne unter einer Motorhaube montiert und trieb über zwei Ketten die Hinterachse an. Der Dampfkessel befand sich hinten. Im Angebot standen die Pkw-Modelle 8 ½ HP und 20 HP. Personenkraftwagen entstanden bis 1905. Nutzfahrzeuge blieben bis zur Aufgabe der Dampfwagenproduktion im Jahre 1912 im Sortiment.

### Markenname Foy-Steele
Dies waren Fahrzeuge mit Ottomotoren.